# Cañada de Luque
Cañada de Luque es una localidad situada en el departamento Totoral, Córdoba, Argentina.
Se encuentra situada sobre la ruta provincial RP 17, sobre el Ramal A clausurado del ferrocarril General Belgrano, y a 130 km de la Ciudad de Córdoba.
Fue fundada en 1911, reconociendo el 30 de septiembre de cada año como la fecha de los orígenes del pueblo, ya que ese día se libró al servicio público el ramal ferroviario que dio inicio al pueblo, el cual se formó de manera espontánea en tierras de las familias Oliva y Caminos, que lindaban con la estación.  El nombre original del paraje era Cañada de Lucas, figurando así en mapas antiguos.
La principal actividad económica es la agricultura seguida por la ganadería, encontrándose en la localidad numerosos establecimientos agrícolas como plantas de silos, etc.
Los principales cultivos son la soja, el maíz, el trigo, la avena y el sorgo.
Existe en la localidad un importante hospital que utilizan no sólo los cañadaluquenses sino la mayoría de los habitantes de la zona.
También existe una escuela primaria y jardín de infantes nominadas "Ramón J. Cárcano" en homenaje al gobernador conservador que realizó grandes obras en el Norte de Córdoba y en cuyo gobierno se construyó el primer edificio escolar de la localidad; la enseñanza secundaria está a cargo del IPEM N.º 113 "Brig. Juan Facundo Quiroga", que recientemente ha estrenado un nuevo y flamante edificio escolar que atiende las necesidades de toda la región.
La localidad cuenta con una destacamento policial, una guardería, un hogar de día para ancianos, una capilla católica consagrada a la Virgen del Carmen y una cooperativa de electricidad.  No obstante, la Municipalidad, es la institución más importante del núcleo urbano, atendiendo las demandas de diversos sectores sociales.
La cultura local es atendida por la Comisión Municipal de Cultura, hay una Escuela Municipal de Danzas Folclóricas, un Coro Vocacional, una Escuela de Música y un gran salón municipal de usos múltiples. En la vieja estación de trenes, se ha construido el Complejo Histórico Cultural "Cañada de Lucas", el cual alberga al museo municipal Cañada de Luque y a la biblioteca municipal Domingo Faustino Sarmiento.

## Población
Cuenta con 1372 habitantes (Indec, 2022), lo que representa un incremento del 16% frente a los 1154 habitantes (Indec, 2010) del censo anterior.
| Gráfica de evolución demográfica de Cañada de Luque entre 1991 y 2022 |
|                                                                       |
| Fuente: Censos nacionales del INDEC                                   |

## Sismicidad
La sismicidad de la región de Córdoba es frecuente y de intensidad baja, y un silencio sísmico de terremotos medios a graves cada 30 años en áreas aleatorias. Sus últimas expresiones se produjeron:
- 22 de septiembre de 1908 (116 años), a las 17.00 UTC-3, con 6,5 Richter, escala de Mercalli VII; ubicación 30°30′0″S 64°30′0″O / -30.50000, -64.50000; profundidad: 100 km; produjo daños en Deán Funes, Cruz del Eje y Soto, provincia de Córdoba, y en el sur de las provincias de Santiago del Estero, La Rioja y Catamarca[2]

- 16 de enero de 1947 (78 años), a las 2.37 UTC-3, con una magnitud aproximadamente de 5,5 en la escala de Richter (terremoto de Córdoba de 1947)[1]

- 28 de marzo de 1955 (70 años), a las 6.20 UTC-3 con 6,9 Richter: además de la gravedad física del fenómeno se unió el desconocimiento absoluto de la población a estos eventos recurrentes (terremoto de Villa Giardino de 1955)

- 7 de septiembre de 2004 (20 años), a las 8.53 UTC-3 con 4,1 Richter

- 25 de diciembre de 2009 (15 años), a las 21.42 UTC-3 con 4,0 Richter